# Unghváry László
Unghváry László (Cegléd, 1856. június 6. – Cegléd, 1919. augusztus 1.) szőlész és gyümölcsfaiskola-tulajdonos, az alföldi homok egyik meghódítója.

## Élete
Szülei Unghváry József és Seres Julianna mézeskalács-sütők voltak, de a család foglalkozott szőlőműveléssel is. Testvére volt Unghváry József (1864-1933) kertész. Az elemi iskoláit Cegléden végezte. Bihardiószegen és Budán végzett kertészeti és vincelléri iskolát.
1879–1896 között Cegléd város kertésze volt. Cegléd határában 5 hold homokos földön faiskolát létesített. A gyümölcsfa-csemetéket Bereczki Máté telepéről szerezte be. 1886-tól rendszeresen kiadta a gyümölcsfa-árjegyzékeit. 1888-tól már hasznos tudnivalókkal és tanácsokkal is bővítette. A század végén önállósította magát. 1903-ban már 300 hold szőlője és gyümölcsiskolája volt, melyből jelentős exportot bonyolított. Pincegazdaságát is európai hírűvé tette. Szakirodalmi tevékenységet is folytatott. Hatalmas vagyonából nagy alapítványt tett a Magyar Tudományos Akadémia számára.
Fia Ede hősi halált halt az első világháborúban. Hatalmas vagyonán örökösei (fia Ede gyerekei és második házasságából származó gyermekei) évekig pereskedtek.

## Emléke
- Ceglédi Szakképzési Centrum Unghváry László Vendéglátóipari Technikum és Szakképző Iskola

## Művei
- 1878 A gyümölcskertészet alapismeretei. Kecskemét
- 1885 Unghváry László gyümölcsfa-iskolája Cegléden. Budapest